# Onkološka kirurgija
Onkološka kirurgija je kirurgija, ki ima za cilj zdravljenje raka s pomočjo odstranitve primarnega tumorja ali metastaze (zasevka).
To je še vedno najučinkovitejša metoda zdravljenja raka. Če je izvedena pravočasno (ko se rak še ni razrasel po telesu) in če je tumor v celoti odstranjen (v t. i. zdravo tkivo), ima bolnik velike možnosti, da je dokončno ozdravljen. Če se je rak delno že razširil iz prizadetega organa, lahko bolnik po operaciji prejme še t. i. adjuvantno (dodatno) kemoterapijo, katere namen je uničenje morebitnih mikrozasevkov.